# Crépusculaire (comportement animal)
Pour l’article homonyme, voir  Crépuscule .

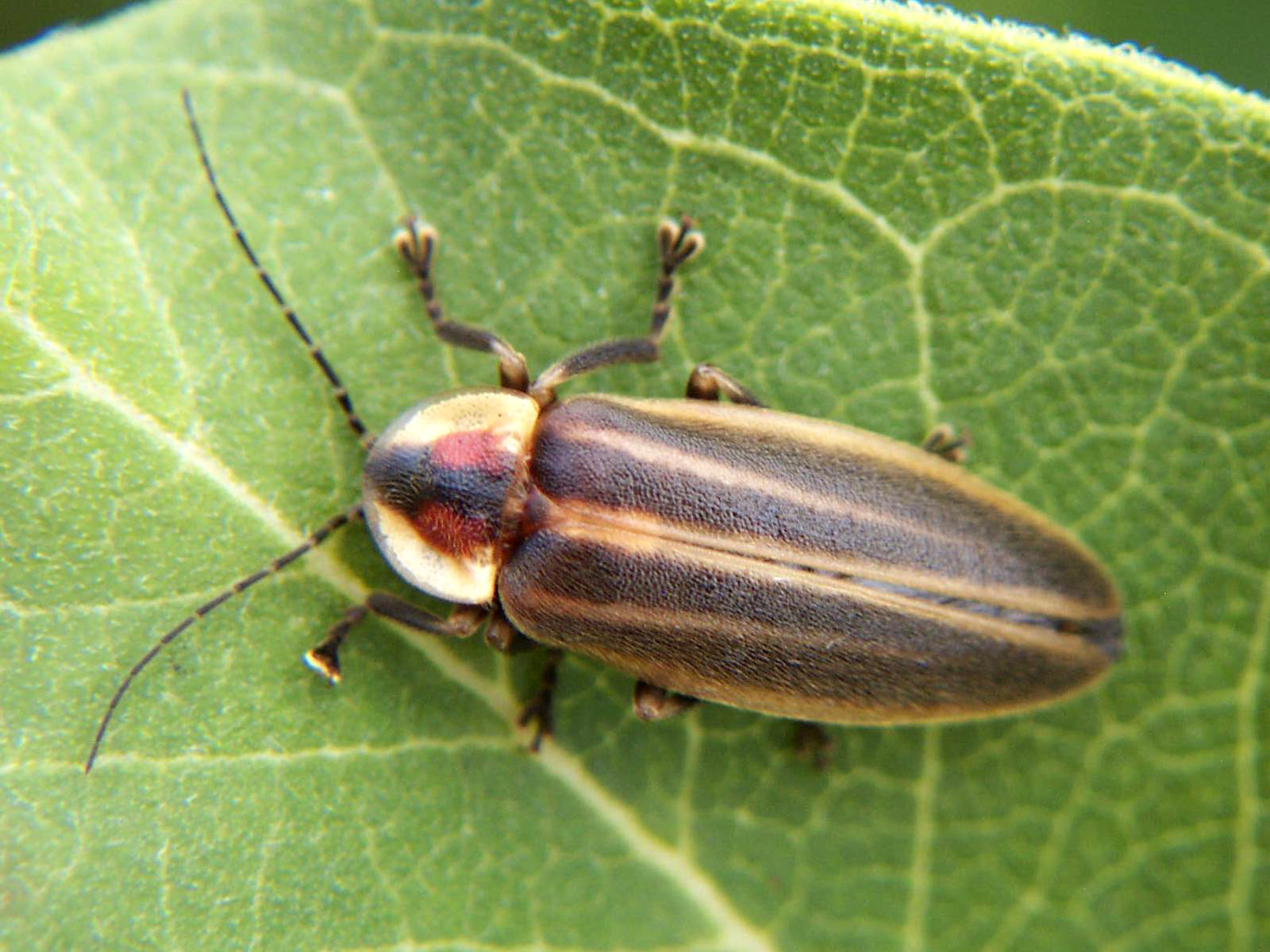
Une luciole adulte (Photuris lucicrescens), un scarabée crépusculaire.

Les animaux crépusculaires sont ceux qui sont actifs principalement au crépuscule (c'est-à-dire les périodes de l'aube et du crépuscule). Cela se distingue des comportements diurnes et nocturnes, où un animal est actif pendant les heures de lumière du jour ou les heures d'obscurité, respectivement. Toutefois, le terme n'est pas précis, car certains animaux crépusculaires peuvent également être actifs une nuit au clair de lune ou par temps couvert. Le terme « matutinal » est utilisé pour les animaux actifs avant le lever du soleil et « vespertin (en) » pour les animaux actifs seulement après le coucher du soleil. 
Le moment de la journée où un animal est actif dépend d'un certain nombre de facteurs. Les prédateurs doivent associer leurs activités aux moments de la journée où leurs proies sont disponibles, et ces dernières essaient d'éviter les moments où leurs principaux prédateurs sont en liberté. La température à midi peut être trop élevée ou la nuit trop basse. Certaines créatures peuvent ajuster leurs activités en fonction de la concurrence locale. Par conséquent, pour diverses raisons, l'activité crépusculaire peut mieux répondre aux besoins d'un animal. 

## Étymologie et utilisation
Le mot crépusculaire vient du latin crepusculum (« crépuscule »). Son sens diffère en conséquence des comportements diurnes et nocturnes, qui culminent respectivement pendant les heures de jour et dans l'obscurité. La distinction n'est toutefois pas absolue, car les animaux crépusculaires peuvent également être actifs lors d'une nuit lumineusee ou au clair de lune. Certains animaux généralement décrits comme nocturnes sont en fait crépusculaires. 
Les classes spéciales de comportement crépusculaire incluent le comportement matutinal (ou « matinal ») et le vespertin (en) (ou « vespéral »), désignant des espèces actives uniquement à l'aube ou seulement au crépuscule, respectivement. Ceux qui sont actifs au crépuscule du matin et du soir ont un mode d'activité bimodal.

## Pertinence adaptative

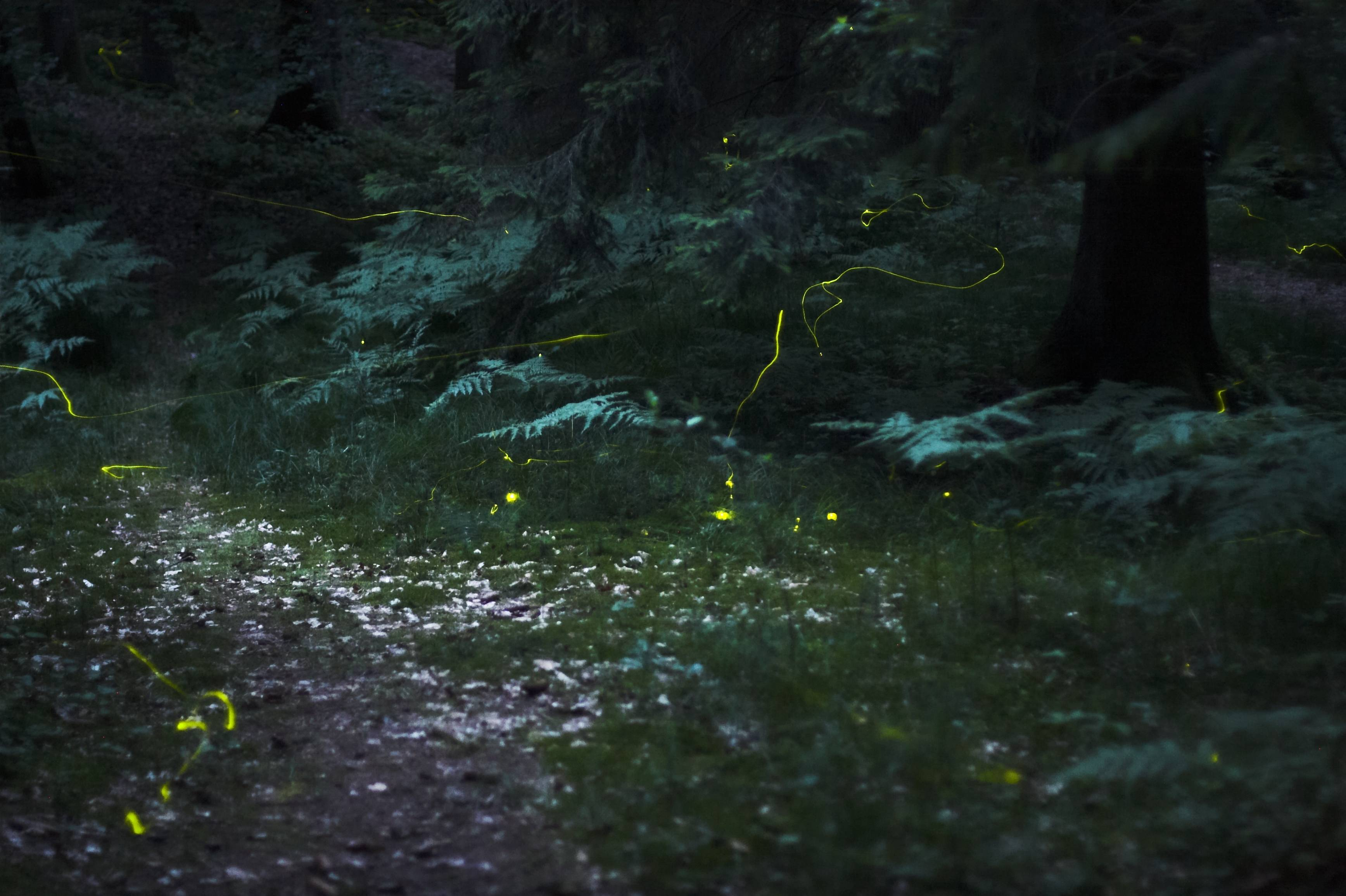
Lucioles au crépuscule
(exposition de trente secondes).

On pense que les divers modèles d'activité sont principalement des adaptations anti-prédateurs, bien que certains puissent tout aussi bien être des adaptations prédatrices. De nombreux prédateurs se nourrissent le plus intensément la nuit, tandis que d' autres sont actifs à midi et voient mieux en plein soleil. Ainsi, l'habitude crépusculaire peut à la fois réduire la pression de prédation, augmentant ainsi les populations crépusculaires, et offrir par conséquent de meilleures opportunités d'alimentation aux prédateurs qui concentrent de plus en plus leur attention sur leurs proies jusqu'à ce qu'un nouvel équilibre soit trouvé. De tels états d'équilibre changeants se retrouvent souvent dans l'écologie. 
Certaines espèces prédatrices adaptent leurs habitudes à la concurrence d'autres prédateurs. Par exemple, la sous-espèce de hibou des marais qui vit aux îles Galápagos est normalement active pendant la journée, mais sur des îles comme Santa Cruz qui abritent le faucon des Galapagos, le hibou est crépusculaire,.   
Outre la pertinence pour la prédation, l'activité crépusculaire dans les régions chaudes peut également être le moyen le plus efficace d'éviter le stress thermique tout en exploitant la lumière disponible.

## Occurrence du comportement crépusculaire

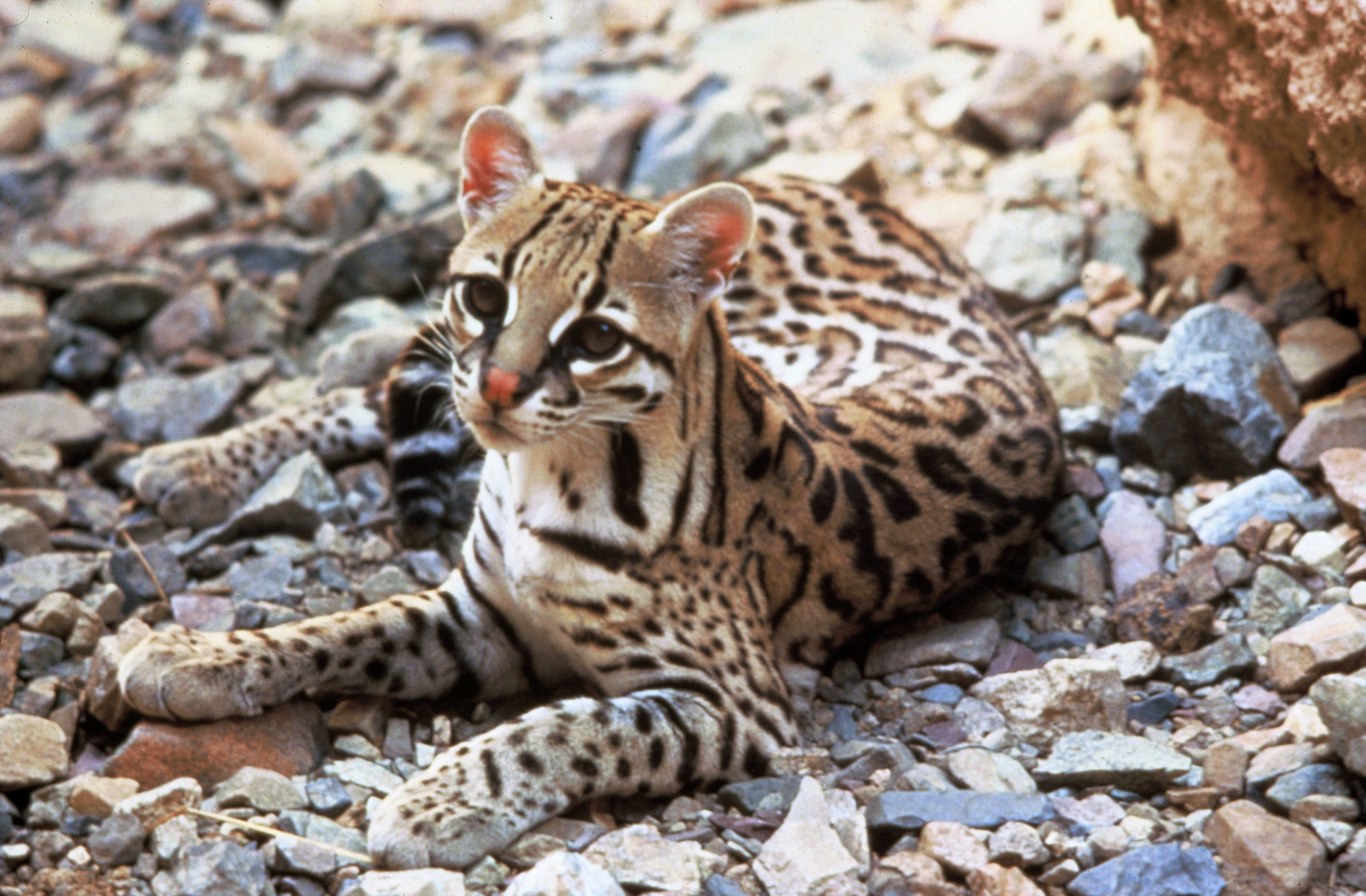
Les Ocelots sont actifs la nuit, surtout à l'aube et au crépuscule.

De nombreuses espèces de mammifères familiers sont crépusculaires, notamment certaines chauves-souris, hamsters, chats de maison, chiens errants, lapins, furets, cobayes et rats. D'autres mammifères crépusculaires comprennent jaguars, ocelots, le lynx roux, strepsirrhines, pandas rouges, ours cerf,, orignaux, sitatunga, capybaras, chinchillas, la souris commune, les mouffettes, le wombat d'Australie, wallabies, quolls, opossums et les phalangers volants, tenrecs, hyènes tachetées et chiens sauvages africains. 
Les serpents et les lézards, en particulier ceux des environnements désertiques, peuvent être crépusculaires. 
Parmi les oiseaux crépusculaires, on trouve l'engoulevent d'Amérique, la chouette effraie chouette nocturne, le martinet ramoneur, la bécasse d'Amérique, le crabe tacheté et la waterhen à poitrine blanche.  
Beaucoup de mites, coléoptères, mouches et autres insectes sont crépusculaires et vespertins (en).

## Voir également
- Cathéméral
- Cryptisme
- Diurnalité
- Nocturnalité